# Sphex ermineus
Sphex ermineus är en biart som beskrevs av Kohl 1890. Sphex ermineus ingår i släktet Sphex och familjen grävsteklar. Inga underarter finns listade i Catalogue of Life.